# 上貝尼河

上貝尼河（西班牙語：Río Alto Beni），是玻利維亞的河流，位於該國西部拉巴斯省，處於玻利維亞東部山脈東北側，是卡卡河的上游，屬於亞馬遜河流域的一部分，河道全長178公里。